# Marek Janota
Marek Janota (ur. 13 października 1937 w Warszawie, zm. 15 sierpnia 2021 tamże) – polski trener piłkarski, trener reprezentacji narodowej Indonezji.

## Życiorys
W 1962 ukończył studia w Akademii Fizycznej w Warszawie, w czasie studiów był graczem AZS-AWF Warszawa. Pracował jako trener, w KSZO Ostrowiec Świętokrzyski, Skrze Warszawa, MKS Agrykola Warszawa (z którą w 1961 zdobył mistrzostwo Polski Szkolnego Związku Sportowego, Huraganie Wołomin, był także szefem szkolenia w Polonii Warszawa. Od 1973 pracował w Polski Związku Piłki Nożnej, był tam m.in. kierownikiem szkolenia. Współpracował z Andrzejem Strejlauem w czasie dwóch spotkaniach I reprezentacji Polski seniorów z Haiti (12.04.1974 i 15.04.1974), kiedy to faktycznie występowała reprezentacja młodzieżowa. Był jednym z obserwatorów piłkarskich mistrzostw świata w 1974 z ramienia PZPN. Do czerwca 1977 prowadził w Polsce drużyny młodzieżowe, m.in. młodzieżową reprezentację Warszawy i reprezentację Polski U-18. Jesienią 1977 wyjechał do Indonezji, tam prowadził zespoły klubowe i od kwietnia 1979 do września 1979 reprezentację tego kraju. W latach 1979–1980 był trenerem Hutnika Warszawa. W latach 1980–1992 ponownie pracował w Indonezji, z zespołem Persib Bantung zdobył w 1986 mistrzostwo Indonezji. Od 1996 był trenerem Korony Góra Kalwaria.